# ドラえもんのひみつ道具 (め-も)
ドラえもんのひみつ道具 (め-も) では、藤子・F・不二雄の漫画『ドラえもん』、『大長編ドラえもん』(VOL.1〜17)、藤子・F・不二雄のその他の著作に登場するひみつ道具のうち 、読みが「め」で始まるもの、および「も」で始まるものを列挙する。

## 名刀“電光丸”
名刀“電光丸”（めいとうでんこうまる）は、「名刀〔電光丸〕」（てんとう虫コミックス第11巻に収録）、『ドラえもん のび太の大魔境』に登場する。
レーダーを装備した刀。たとえ目を閉じていたり視線を相手から外していたり寝ていたりしても、相手の位置や動き・作戦を察知し、電光丸が自動的に使用者の腕や身体を動かすため、握っているだけで相手との斬り合いに勝つことができる（ただし原作漫画以外の作品では、普通に使用したにもかかわらず敗北した事例もある）。
『ドラえもん のび太のひみつ道具博物館』では、斬り合いでなくとも（相手が刀を持っていなかった場合も）襲ってきた相手を自動的に攻撃し、撃退している。更に、テレビアニメ第2作第2期「天井うらの宇宙戦争」（2017年8月4日放送）では、相手が持つ刀（を模した武器）がビームサーベルあるいはライトセイバーのようなレーザー兵器だったのだが、特に問題無く斬り合っている。
テレビアニメ第2作第2期、『ドラえもん のび太のワンニャン時空伝』、『ドラえもん 新・のび太の大魔境 〜ペコと5人の探検隊〜』、『ドラえもん のび太の宝島』では電池式であるとしており、電池が切れるとただの刀でしかない（『新・のび太の大魔境』では刀身赤色化後に「電池切れです」と音声で知らせている）。『のび太のワンニャン時空伝』での、ドラえもんとネコジャラとの戦いでは、途中で電池切れになり、刀身が垂れ下がってしまったが、ドラえもんを助けようとするシャミーに暴力を振るったネコジャラに対して怒りを露わにしたドラえもんが電光丸を振るい、頭突きでネコジャラを倒した。『新・のび太の大魔境』での、のび太とサベール隊長の死闘では、発動してから約2分後に電池切れに追い込まれるが、最上段からの振り下ろしでサベール隊長の脳天を兜ごと一刀両断したことで辛勝した。
『ドラえもん のび太の大魔境』の原作漫画では「秘剣電光丸」（ひけんでんこうまる）と呼んでいる。
ライトニングボルトサーベル
テレビアニメ第2作第2期「海賊大決戦 〜南海のラブロマンス〜」（2007年6月29日放送）に登場する。サーベルを模した、自動的に応戦する道具。作中ではこの道具についての説明がなく、名称も呼ばれない。公式サイト掲載の「ひみつ道具カタログ」には、この道具の名称とともに、名刀“電光丸”のサーベルバージョンである旨が記されている。
名刀電光丸・改
『ドラえもん のび太の宝島』の小説版に登場。フロックが改造した名刀電光丸。

## 命令銃
命れいじゅう（めいれいじゅう）は、「命れいじゅう」（てんとう虫コミックス『ドラえもんプラス』第2巻に収録）に登場する。
拳銃型の道具。誰かにさせたい仕事などを命令として紙に書き、それをカプセル状の弾丸に入れ、この銃に装填して撃つと、撃たれた相手は意思に反してその命令通りに体が動く。撃つ相手は人間だけでなくイヌ、ネコなどの動物でも有効で、しかも「二本足で立って踊る」などの犬猫の性質上無理があることでも可能。

## 迷路スゴロク
迷路スゴロク（めいろスゴロク）は、「ドラえもん大事典」（てんとう虫コミックス第11巻に収録）に登場する。
「ふりだし」から「あがり」までのコマが迷路仕掛けになっているすごろく。なかなか上がることができないので、1日中たっぷりと遊べる。

## 迷路探査ボール
迷路探査ボール（めいろたんさボール）は、『ドラえもん のび太とブリキの迷宮』に登場する。
立体迷路や迷宮の突破に使用する球体の道具。作動させるとボールから煙が出て迷宮全体に行き渡り、それを元にボール内部のコンピューターが迷宮内の構造を正確に分析する。分析完了後は、行き先を指定するとボールがそこへ転がって行くので、ボールの後を追えば迷宮内のどこへでも自在に行くことができる。
ブリキンホテル地下の全長184キロメートルの大迷宮に使用され、突破者が誰もいないというこの迷宮を突破した。

## メカ救急箱
メカ救急箱（メカきゅうきゅうばこ）は、『ドラえもん のび太と鉄人兵団』などに登場する。
ロボットなどの機械の修理を、人間の怪我の治療のように行なうことのできる薬剤をそろえた救急箱。修理箇所に塗り込むチューブ入りの薬剤、および修理箇所を保護するプラ膏薬とポリ包帯で構成されており、故障・破損箇所の金属分子を増殖させることで、機械の外装から内部構造に至るまで、破損箇所を元通りに戻すことができる。ただし完全に元通りになるには時間を要する。
『ザ・ドラえもんズ』の『怪盗ドラパンとミミミ』（ドラえもんズ4巻に収録）では改造も可能とされており、ドラパンはミミミのパートナーの犬型ロボットのリープの破損個所に翼を取り付けて飛べるように改造した（原作漫画にはこのような設定はない）。

## メカ・メーカー
メカ・メーカーは、「メカ・メーカー」（てんとう虫コミックス第22巻に収録）に登場する。
紙に描いた乗り物などの絵を実際にメカとして作り出す道具。絵を描いた紙を機械に入れ、鉄製品やプラスチック製品などを入れると、それらを分解して材料とし、紙に描かれた通りのメカが出てくる。大きさは材料として入れた物の量に比例する。絵がいい加減な絵だった場合は、完成品のメカもその通りいい加減な外観になる。完成品は専用の「メカ・コントローラー」でラジコンのように操縦できる。
ジャイアントスネオ号
ジャイアンとスネ夫がこの道具を使い、SFメカの本を参考に作った戦艦。ドラえもんとのび太の飛行戦艦を光線で壊すが、二人が新たに作った戦艦（破壊光線を跳ね返す鉄製）により、秘密基地の土管もろともバラバラに砕けてしまった。

## メカモグラ
メカモグラは、（てんとう虫コミックス第22巻に収録）に登場する。
モグラの形をした道具。投げると地面を掘れる。ノビスケが使った道具。

## めざましロボット
めざましロボットは、「無人島へ家出」（てんとう虫コミックス第14巻に収録）に登場する。
のび太が家出する際、ドラえもんのポケットから適当に持っていった道具の1つ。ふだんはコンパクトサイズだが、時間になると目覚し機能が起動し、腕が出て寝ている人を叩き起こす。
作中では名称が登場しない。『最新ドラえもんひみつ百科 2』では名称を「めざましロボット」としている。

## めだちライト
めだちライトは、「めだちライトで人気者」（てんとう虫コミックス第24巻に収録）に登場する。
このライトの光を浴びた者は、まるで大人気スターのように周りに注目され、みんなに些細なプライベートの質問を多数浴びせられたり、追い回されたりしまう。ただし普段から同じような立場である人物（人気アイドルなど）には効力はない様子で、作中では人気アイドルの星野スミレがめだちライトを浴びたのび太を匿ってくれた。

## メッセージ大砲
メッセージ大砲（メッセージたいほう）は、「大砲でないしょの話」（てんとう虫コミックス第35巻に収録）に登場する。
大砲の形をした道具。スイッチを入れてメッセージを吹き込み、メッセージを伝えたい人に向けて発射すると、メッセージが雲のようなピンク色の塊になって発射され、障害物も通り抜けて、伝えたい人のところに届き、届いたら塊が破裂し、メッセージをしゃべってくれる。
22世紀でどう使われているかはともかく、現代では作中のような使用方法はほとんど携帯電話に置き換えられてしまっている道具でもある。
第2作第2期アニメ版の『大砲でないしょのはなし』〈2017年11月17日放送〉では、スイッチの中心部にメッセージを吹き込む録音ボタンがあり、録音を終えてスイッチを押し込むと発射されるという設定になっている。

## 目鼻ペン
目鼻ペン（めはなぺん）は、「消しゴムでノッペラボウ」（てんとう虫コミックス第8巻に収録）に登場する。
形状は普通のサインペンと変わらず、顔にいろいろな顔の器官（目、鼻、眉毛、口、皺）などを書き入れられる道具。
原作では取り消しゴムで顔の器官を消した後で、顔の器官を書き入れるために使用。
絵が下手な人は使わない方がよいとされる道具でもある。

## メモリーディスク
メモリーディスクは、「メモリーディスク」（てんとう虫コミックス第39巻に収録）に登場する。
人の脳の記憶を取り出す道具。CD（CD-ROM）を模している。まず人の頭目掛けて放ると、その人の頭上にディスクが舞って回転し、記憶を脳から抜き取り、ディスクへと移す。その後でディスクを専用のプレーヤーで再生すると、その人の体験を画面に表示して見ることができる。さらにディスクを先と同じ要領で相手の頭に放れば、記憶はその人の脳へ戻される。劇中では最大で1日分の記憶を抜き取っているが、具体的にどこまで遡って記憶を抜き取れるかは不明。
無意識にとった行動ははっきりしないため、再生時に画面がぼやけるが、ディスクをよく磨けば映すことができる。逆にディスク表面を黒ペンで塗りつぶせば、記憶を一部だけ消し去ることができる。また、誰かから抜き取った記憶のディスクを自分の頭に乗せ、自分の考えたことをディスクに書き込むこともできる。これを応用し、忘れ物がどこにあるかなど曖昧な体験を鮮明に思い出させたり、都合の悪い他人の記憶を消したり、他人に偽の記憶を植えつけたりと、さまざまに活用できる。
メモリーディスクの記憶を消し去るためのペンは、作中ではマジックと呼んでいる。ただし「マジック」は登録商標である「マジックインキ」とも読み取れ、それを回避するためにテレビアニメ第2作第1期「メモリーディスク」（1984年4月13日放送、レンタル専用VHS『21世紀テレビ文庫 テレビ版ドラえもん』第18巻に収録）では「修正マジック」と呼んでいる。
てんとう虫コミックススペシャル「ザ・ドラえもんズ スペシャル」『旅の霊夫 第1章 思い出が盗まれた』（スペシャル5巻収録）にも登場。この作品内では「ディスクに保存した記憶は3日で消滅し、記憶を抜かれた人は永遠に記憶が元に戻らない」「抜かれた記憶に深く関わるものを見ると記憶が戻る」「ある一定の人物に関する過去の記憶を全て抜き出す事が可能」という設定が付加されている（原作漫画にはこのような設定はない）。

## メリーゴーラウンドゴマ
メリーゴーラウンドゴマは、「長い長いお正月」（てんとう虫コミックス第23巻に収録）に登場する。
このコマを室内で回すと、家全体がメリーゴーラウンドのようにぐるぐると回り出す。

## メルヘンランド入場券
メルヘンランド入場券（メルヘンランドにゅうじょうけん）は、「メルヘンランド入場券」（てんとう虫コミックス第39巻に収録）に登場する。
童話のようなメルヘン世界をテーマとした、22世紀のレジャー施設「メルヘンランド」の入場券。メルヘンランドは、シンデレラや白雪姫といった色んなお姫様が住んでいる城、お菓子の家、花咲か爺さんの管理している桜の園、昼でも夜が楽しめるナイトゾーン、天の川、虹の橋など、22世紀の科学で作られた施設ではあるが、童心を煽るメルヘン世界がいっぱいに広がっている。
訪問客はみな、自分の理想の動物には変身出来ず自動的に自身に似ている動物に変身するため、施設内には動物を擬人化したような姿の来客が闊歩している。ドラえもんたちが訪れた時は、ドラえもんはタヌキ、のび太はカメ、しずかはウサギ、スネ夫はキツネ、ジャイアンはサルに変身した。

## メロディーお玉
メロディーお玉（メロディーおたま）は、「シンガーソングライター」（てんとう虫コミックス第16巻に収録）に登場する。
作曲をしてくれる「お玉」（おたまじゃくし）。水槽の中に数匹のお玉が飼われており、水槽の底に五線譜が書かれている。マイクで歌詞を吹き込むと、それに相応しい曲が作り出され、お玉が泳ぎ出して五線譜の上に音符を描き出す。ダイヤルによる調整で、テンポや曲調はお好み次第。
ジャイアンのためにプレゼントされた道具だが、ジャイアンは楽譜が読めなかったため、タイムふろしきでお玉を成体のカエルにまで成長させることで、お玉が楽譜を描く代わりに、カエルが鳴き声でメロディーを奏でるようにした。

## めんくいカメラ
めんくいカメラは、「めんくいカメラ」（てんとう虫コミックス第8巻に収録）に登場する。
このカメラには意思があり、美形と認められる人（しずか、出木杉など）は普通に写すが、そうでない人（ドラえもん、のび太、スネ夫など）は顔を消してしまう（原作・第2作第1期アニメ版〈1979年7月3日放送〉では「首なし」、第2作第2期アニメ版の『ボクを写して!めんくいカメラ』〈2015年6月19日放送〉では「のっぺらぼう」状態の写真が出てきた）、文字通り「面食い」なカメラである。しかし、意思を持つ故に、「顔を写さないとカメラを破壊する」というような危険を感じた場合は、身を守るために本来は顔が消される人（ジャイアン）であってもお世辞で写すこともある。

## メンコプリンター
メンコプリンターは、「メンコプリンター・無敵メンコレータム」（藤子・F・不二雄大全集第14巻に収録）に登場する。
好きな写真や絵をカメラで撮影し、オリジナルのめんこを作ることのできる機械。めんこのデザインは円型、角型など自在に作成することができる。

## 猛獣さそいよせマント
猛獣さそいよせマント（もうじゅうさそいよせマント）は、『ドラえもん のび太の大魔境』に登場する。
このマントを背につけると、マントから出る光によって周囲の猛獣が怒り出し、マントをつけている者に襲いかかる。

## 猛獣ならし手ぶくろ
猛獣ならし手ぶくろ（もうじゅうならしてぶくろ）は、「猛獣ならし手ぶくろ」（藤子・F・不二雄大全集第6巻に収録）に登場する。
この手袋をはめて動物や人間の顎の下を撫でると、どんな猛獣や乱暴な人間でもおとなしくなる。効き目は5分間。また、顎に直接触れなければならないので、顎を布などで覆っていると効果はない。
「強いペットがほしい」(『ドラえもんプラス』第1巻に収録)にも、名前のみだが登場している。

## モーゼステッキ
モーゼステッキは、「モーゼステッキ」（てんとう虫コミックス第31巻に収録）に登場する。
このステッキを水に向けてスイッチを入れると、あたかも旧約聖書の出エジプト記にてモーゼが海を2つに割った伝承の如く、水を2つに割ることができる。対象となる水は洗面器の水でも、池でも海でも良い。
スイッチを切ると水は元に戻る。また、電池式なので電池が切れても水は元に戻ってしまう。
テレビアニメ第2作第1期「ポンプ地下室で街をつくろう」（1999年3月26日放送、ビデオ『ドラえもん テレビ版スペシャル特大号』春の巻5、およびDVD『ドラえもん コレクション・スペシャル』春の5に収録）では「十戒ステッキ」と呼ばれていた。

## モーターたらい
モーターたらいは、「写真入りこみスコープ」（てんとう虫コミックススペシャル『ドラえもんカラー作品集』第2巻収録）に登場する。
エンジンとスクリューを搭載したたらい。モーターボートのように人が乗って水上を走ることができる。

## モーテン星
モーテン星（モーテンぼし）は、「モーテン星」（てんとう虫コミックス第40巻収録）に登場する。
星型のバッジで、これを付けた者の姿は周囲の人間（イヌやロボットにも有効）の目の盲点にしか届かなくなるので、透明人間のように誰にも姿を見られずに行動できる。ただしその効果は1時間で、それを過ぎると普通に見えるようになる。
なお、「学習まんが ドラえもんからだシリーズ Vol.4 脳のはたらき」での表記は「モウテン星」。
モーテン星 効きめ長持ち安心バージョン
『映画ドラえもん のび太の新魔界大冒険 〜7人の魔法使い〜』（2007年3月10日公開）に登場。通常のモーテン星より効果持続時間が長い。

## 木材磁石
木材磁石（もくざいじしゃく）は、『ドラえもん のび太の創世日記』に登場する。
U字型の磁石で、鉄ではなく枯れ木などの木材を引き寄せることができる。

## モクモクマンせいぞうびん
モクモクマンせいぞうびんは、「モクモクマン」（てんとう虫コミックススペシャル『ドラえもんカラー作品集』第1巻収録）に登場する。
煙の怪人「モクモクマン」を作り出す瓶。まず煙（煙突、煙草、焚き火などなんでも可）を瓶の中に入れ、ある程度たまったら蓋をする。その後、蓋を開けてモクモクマンを呼び出すと、瓶の中の煙が人型を成し「モクモクマン」が登場する。仕事を命令すれば、なんでも聞いてくれる。ただし喋ることはできない。
一度に命令できる仕事は1つだけで、いくつも同時に仕事をさせる場合は、瓶からモクモクマンをいくつも出す必要がある。ただし瓶一杯に煙を吸い込んでも、人間と同じ程度の大きさのモクモクマンを3体出すのがやっと。また、瓶一杯の煙を一気に使えば、人間よりずっと大きいモクモクマンを出すこともできる。テレビアニメ第2作第1期では手のひらサイズのモクモクマンが1ホールのケーキを食べると2m以上の大きさになる。

## モグラ手ぶくろ
モグラ手ぶくろ（モグラてぶくろ）は、「もぐら手ぶくろ」（藤子・F・不二雄大全集第5巻に収録）、「ぼく、桃太郎のなんなのさ」（てんとう虫コミックス第9巻に収録）、「無人島へ家出」（てんとう虫コミックス第14巻に収録）、「昔はよかった」（てんとう虫コミックス第30巻に収録）に登場する。
この手袋をはめると、モグラのように土を自在に掘ることができる。地中に脱出用のトンネルを掘るためなどに利用される。
「昔はよかった」での表記は、もぐら手ぶくろ。
『ドラえもん 迷宮大作戦』でのもぐら手袋
『ドラえもん 迷宮大作戦』（1989年10月31日発売/機種：PCエンジン Hu-CARD）に登場する。同名アイテムだが、複数使用可能など機能が異なる。原作のモグラ手ぶくろにも同じ効果があるかは不明。
獲得するごとに、一回に掘る穴が増えるアイテム
スーパーもぐら手袋
上記のもぐら手袋の上位アイテム。一度の獲得で、一回に掘る穴が最大限になるアイテム。

## モグラロボット
声 - 千々松幸子（1984.11）
モグラロボットは、「合成鉱山の素」（てんとう虫コミックス第43巻に収録）に登場する。
地面に穴を掘らせるための小型ロボット（使用場面からしてジェットモグラの類似品とも思われる）。原作漫画では姿は不明だが、テレビアニメ第2作第1期「合成鉱山の素」（1984年11月9日放送、ビデオ『21世紀テレビ文庫 テレビ版ドラえもん』第27巻に収録）では擬人化したモグラがサングラスをかけたような姿をしている。

## もち製造マシン
もち製造マシン（もちせいぞうマシン）は、「タタミのたんぼ」（てんとう虫コミックス第2巻に収録）に登場する。
もち米から餅を製造する機械。もち米を投入すると、全自動で蒸し上げ、餅つきが行われ、食べやすいひと口サイズの餅が出てくる。
また、脱穀・精米機能が内蔵されているため、田んぼから刈り取ったばかりの稲でも、そのままこの機械に放り込んで餅にすることができる。

## もちつきロボット
もちつきロボットは、「もちつきロボット」（ぴっかぴかコミックススペシャル『カラー版ドラえもん』に収録）に登場する。
ウサギを擬人化したような姿の2体のロボット。もち米を与えるとそれを釜で蒸し挙げ、臼ときねで餅をついてくれる。
『のび太とロボット王国』でも、冒頭でのび太が誤って未来デパートから買い込んだロボットたちの1つとして登場している。

## 持ち主あて機
持ち主あて機（もちぬしあてき）は、「持ち主あて機」（てんとう虫コミックス『ドラえもんプラス』6巻に収録）に登場する。
物の持ち主を突き止めるための道具。この道具の発する放射線を物に当てると、その物が持ち主の仕草を真似て動き出すため、持ち主の見当をつけることができる。たとえばのび太の持ち物なら、昼寝をするようにすぐ横になってしまう。

## 持ちぬしシール
持ちぬしシール（もちぬしシール）は、「持ちぬしシール」（てんとう虫コミックススペシャル『ドラえもんカラー作品集』第4巻に収録）に登場する。
物を持ち主のもとへ返すことのできる道具。一辺目測3センチメートル程度の正方形のシールで、これを物に貼って「もどれ」と言えば、持ち主がどんなに遠くにいようともひとりでに飛んで行く。ペットに貼れば飼い主のもとへ飛んで行くし、道端に投げ捨てられたゴミに貼れば、そのゴミを捨てた人のもとへ飛んで行く。

## もどりライト
もどりライトは、「もどりライト」（てんとう虫コミックス第13巻に収録）に登場する。
この道具から出る光を物に浴びせると、何でも原料の状態になる。たとえばノートなら紙パルプの原料である材木（ただし、紙に使われた分ではなく木が丸ごと1本）。畳ならイグサ、ビールやウイスキーは麦、合成繊維製の服やプラスチックは石油、ヴァイオリンの弦はクジラの髭など。チーズに照射すると牛乳ではなく生きた牛が1頭出てくる。30分経つと元の姿に戻る。
『ドラえもん のび太の宇宙開拓史』（映画のみ）でも登場するが、ドラえもんがただ間違えて出しただけの登場だった。
似た道具に「原料ライト」があるが、原料ライトはノートなら光の照射1回でパルプ、2回で木に変わるのに対し、もどりライトは1回で木まで変えられる。また、原料ライトとでは前述のように時間制限がある点が異なる。
名前がゆえに、壊れた物や汚れた物を復旧させる道具と勘違いされることも少なくない（『続ドラえもん全百科』小学館〈コロタン文庫 47〉）。

## モニターめがね
モニターめがねは、「タイムドリーマー」（藤子・F・不二雄大全集第16巻に収録）に登場する。
ゴーグルのようなめがねで、これをかけると近くで眠っている人間の夢を覗き見ることができる。
同様の道具に「ゆめグラス」がある。

## モノモース
モノモースは、「モノモース」（てんとう虫コミックス第16巻に収録）に登場する。
液状の薬剤が霧吹きのような瓶に入っており、これを品物に吹きかけると、物が意思を持ってしゃべるようになる。別に持ち主に忠実というわけではなく、持ち主の陰口を叩いたり、文句を言ったりもする。

## ものを木にする水
ものを木にする水（ものをきにするみず）は、「ケーキを育てよう」（ぴっかぴかコミックススペシャル『カラー版ドラえもん』に収録）に登場する。
地面に掘った穴の中に物を埋め、そこにこの水をかけると、たちまちその埋めた物のなる木ができる。
機能が類似した道具にフエールうえ木ばちがある。

## もはん広告ペン
もはん広告ペン（もはんこうこくペン）は、「なんでもひきうけ会社」（てんとう虫コミックス第37巻に収録）に登場する。
誰にでも模範的な広告が書けるペン。「もはん手紙ペン」の広告版といえる。
作中では道具の姿が登場しない。テレビアニメ第2作第1期「なんでも引き受け会社」（1985年3月29日放送、映像ソフト未収録）では鉛筆のような形をしたペンになっている。

## もはん手紙ペン
もはん手紙ペン（もはんてがみペン）は、「もはん手紙ペン」（てんとう虫コミックス第23巻に収録）、「まんが家ジャイ子先生」(てんとう虫コミックス第29巻に収録)、「ジャイアンへのホットなレター」（てんとう虫コミックス第35巻に収録）に登場する。
手紙に書きたいと思うことを、模範のように綺麗な文字と優れた文章にして書いてくれるペン。年齢目盛が付いており、年齢相応の内容を書いてくれる。

## モモボート
モモボートは、「ぼく、桃太郎のなんなのさ」（てんとう虫コミックス第9巻に収録）に登場する。
桃の実を模した目測2メートルほどの大きさのボート。絶対に沈まない。川下りに適している。完全な密封型で、内部の操縦席からスクリーンで視界を得つつ操縦する。その川下りの様はさながら、桃太郎の桃そのものである。
フルーツボート
テレビアニメ第2作第2期「ぼく、桃太郎のなんなのさ2008」（2008年3月7日放送）に登場する。果物を象ったカプセル型の水上ボート。フルーツボート（果物の盛り合わせ）のように、さまざまな果物を象ったボートがある。モモボートもこれに含まれる。1つのボートには1人が乗る。窓はないが、中から外の様子をモニターに映し出すことができる。また絶対に沈まない。

## モンスターボール
モンスターボールは、「タイムマシンがなくなった!!」（てんとう虫コミックス第22巻に収録）に登場する。
バレーボールほどの大きさの球体で、ボタンがいくつかついている。ボタンを押すと龍、河童、天狗、ヤマタノオロチ、鬼、オバQなどの伝説上の怪物が出せる。この道具によって出現した怪物にはスモールライトや桃太郎印のきびだんごをはじめとするドラえもんのひみつ道具が一切通用しない。その理由はドラえもん曰く「ボールが作った幻だから」とのことだが、移動した痕跡が残るなど実体は伴う。
作中ではのび太が母の玉子を脅かそうと悪戯に使った後、タイムマシンごとこの道具を弥生時代に送ってしまい、ヤマタノオロチが出現して人を脅かしたために、当時の日本人は生け贄を差し出すことになってしまった。

## モンタージュバケツ
モンタージュバケツは、「お客の顔を組み立てよう」（てんとう虫コミックス第4巻に収録）に登場する。
モンタージュ写真の要領で人間の顔を組み替えることのできる道具。バケツ状の本体とリング状の道具で構成され、組み換えの材料となる眉、目、鼻、口の写真がたくさん用意されている。顔を変えたい人間の首にリング部分をはめ、好きな写真の番号を本体に入力することで、その者の顔の部品が写真の通りに変わる。
作中ではのび太は顔のパーツだけでなく輪郭も変わっているが、輪郭や骨格を任意に変えれるかどうかは不明
ボタンを押し間違えると、目と口の位置が逆転するなどした不気味な顔になってしまうことがある。ちなみにテレビアニメ第2作第1期「お客の顔を組み立てよう」（1979年6月25日放送、映像ソフト未収録）ではこれが原因で、のび太の顔を戻す際には壊れてしまっていた。その後、のび太が投げた事でめちゃめちゃに壊れた。